# الحوادث الدولية خلال حرب لبنان 2006

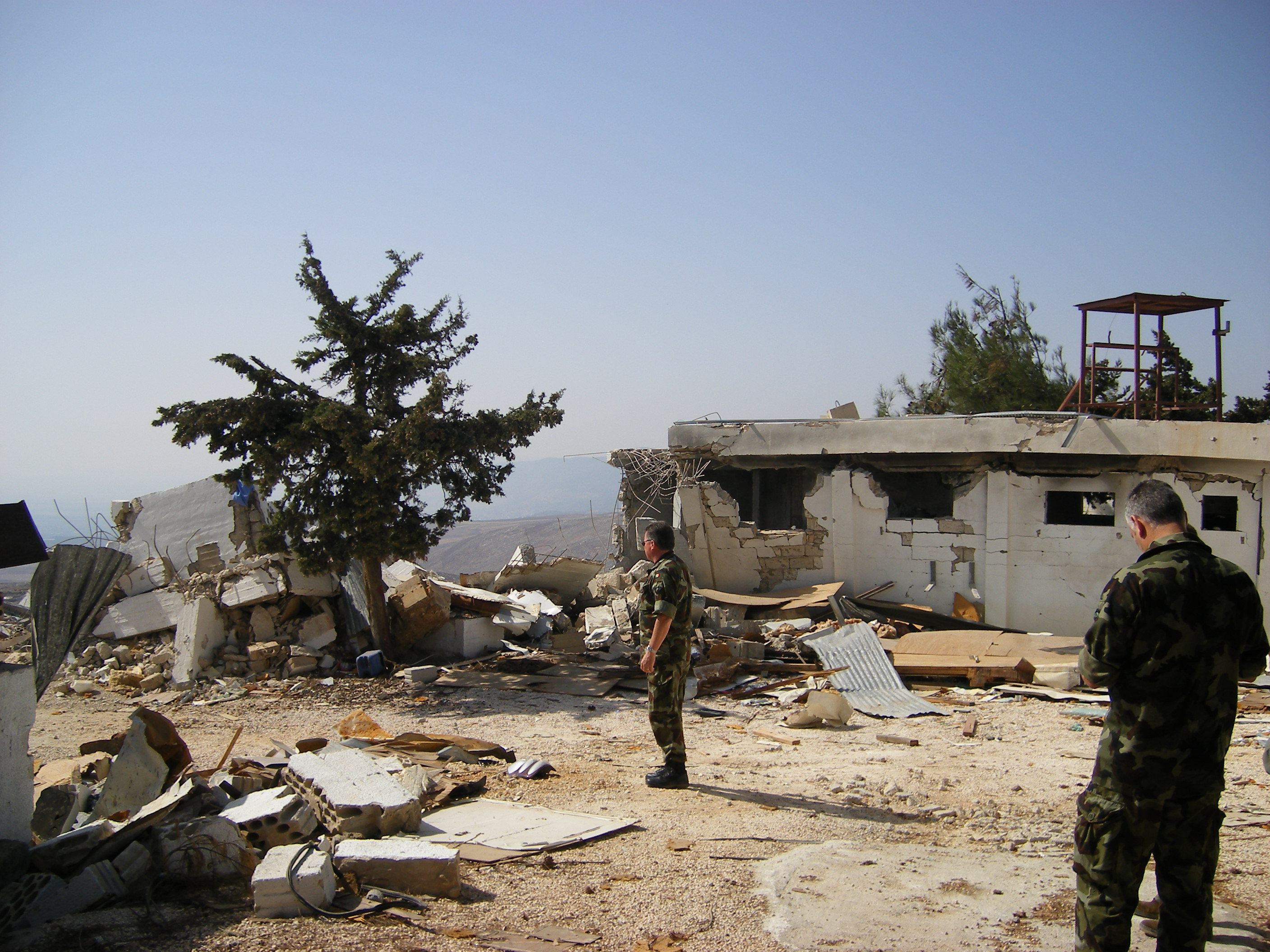
بعد غارة جوية لالجيش الإسرائيلي على قاعدة دورية الأمم المتحدة في الخيام (مرجعيون)الخيام، لبنان، 2006.

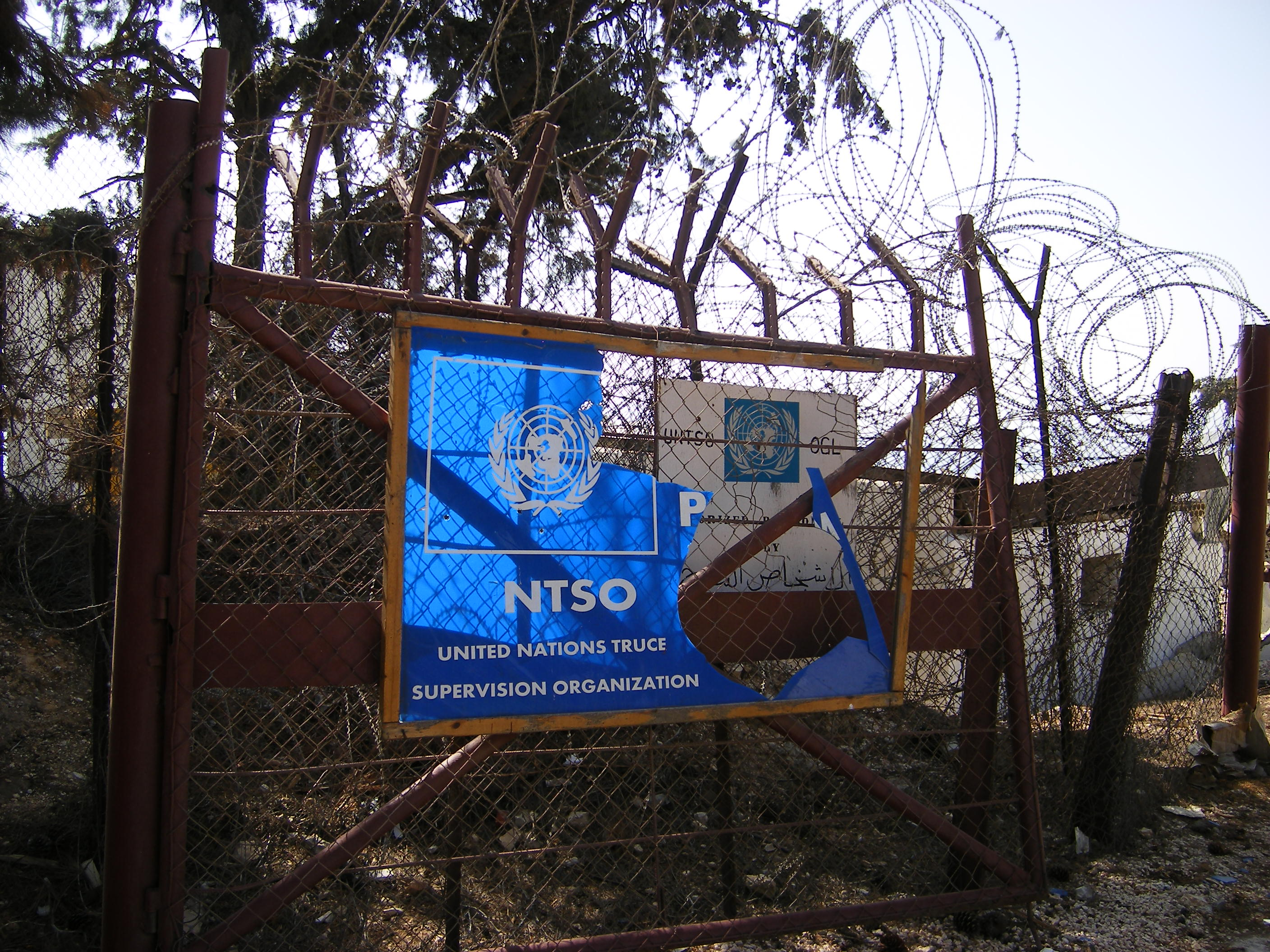
مدخل لقاعدة الأمم المتحدة حيث قتل أربعة من قوات حفظ السلام التابعة للأمم المتحدة خلال الصراع اللبناني عام 2006.

خلال حرب لبنان 2006 وقع عدد من الحوادث الدولية في لبنان شملت إلى حد كبير موظفي الأمم المتحدة في لبنان الذين تعرضوا لعدد من الهجمات. في 25 يوليو 2006 قتل أربعة من حفظة السلام التابعين لهيئة الأمم المتحدة لمراقبة الهدنة غير المسلحين أثناء غارة جوية إسرائيلية على أحد مراكز المراقبة التابعة للأمم المتحدة في جنوب لبنان. دفعت إسرائيل الهجوم على أنه تحديد خاطئ للهدف كمركز للعدو المسلح.

## عمليات الأمم المتحدة في لبنان
أنشأت الأمم المتحدة قوة الأمم المتحدة المؤقتة في لبنان بموجب قرار مجلس الأمن التابع للأمم المتحدة 425 و 426 المؤرخ 19 مارس 1978. كان هدف قوة الأمم المتحدة المؤقتة في لبنان هو تأكيد الانسحاب الإسرائيلي من لبنان واستعادة السلم والأمن الدوليين تستعيد الحكومة اللبنانية السلطة الفعلية في المنطقة. أعيد نقل أول جنود من قوة الأمم المتحدة المؤقتة في لبنان إلى المنطقة في 23 مارس 1978 من عمليات أخرى لحفظ السلام تابعة للأمم المتحدة في المنطقة (وهي قوة الأمم المتحدة المؤقتة وقوة الأمم المتحدة لمراقبة فض الاشتباك).
خلال حرب لبنان 1982 تم تجاوز مواقع الأمم المتحدة في المقام الأول من قبل قوات جيش لبنان الجنوبي تحت قيادة الرائد سعد حداد. كانت هذه القوات اللبنانية الأصلية التي يدعمها الجيش الإسرائيلي. أثناء الاحتلال كانت مهمة قوة الأمم المتحدة المؤقتة في لبنان تتمثل أساسا في تقديم المعونة الإنسانية. في عام 1999 اضطلعت إسرائيل بسحب كامل الذي اختتم في عام 2000 وتمكنت القوة من استئناف مهامها العسكرية. مدد مجلس الأمن ولاية اليونيفيل حتى 31 أغسطس 2006.
تتمثل مهمة اليونيفيل أساسا في توفير الغذاء والمساعدات للسكان المحليين في جنوب لبنان. في عام 1999 اضطلعت إسرائيل بالانسحاب الكامل في عام 2000 وتمكنت القوة من استئناف مهامها العسكرية. بناء على طلب لبنان مددت الأمم المتحدة في يناير 2006 ولاية القوة حتى 31 يوليو 2006.

## الهجوم على مركز المراقبة التابع للأمم المتحدة في 25 يوليو

### الهجوم
في 25 يوليو 2006 قتل أربعة من حفظة السلام غير المسلحين التابعين لهيئة الأمم المتحدة لمراقبة الهدنة من النمسا والصين وفنلندا وكندا في غارة جوية إسرائيلية على مركز مراقبة تابع للأمم المتحدة في جنوب لبنان. طبقا للأمم المتحدة فإن الأربعة كانوا قد لجأوا إلى مخبأ تحت هذا المبنى وهو مبنى من ثلاثة طوابق داخل قاعدة دورية في الخيام. تعرضت المنطقة لقصف مدفعي وجوي على مدار 6 ساعات. وفقا لالجيش الإسرائيلي فإن مدفعية حزب الله كانت تطلق النار على مواقع إسرائيلية من المنطقة. طبقا لمسؤول في الأمم المتحدة رأى التقرير الأولي فقد اتصل هذا الضابط ضابط اتصال إسرائيلي بعشر مرات لإلغاء القصف ووعد مسؤول إسرائيلي بوقف التفجير في كل مرة.
تم إرسال فريق إنقاذ تابع لليونيفيل على الفور إلى مكان الحادث. استعادوا جثث ثلاثة مراقبين من الأنقاض في حين لا تزال هناك أعمال عدائية نشطة. قال سفير إسرائيل لدى الولايات المتحدة داني أيالون أن «اليونيفيل اشتعلت في وسط» معركة بين حزب الله والقوات الإسرائيلية «لم نؤكد بعد ما سبب هذه الوفيات. يمكن أن يكون حزب الله».

### الضحايا
بحلول 8 أغسطس 2006 تم استرجاع جثث المراقبين وتحديد هويتهم. كان الضحايا الأربعة للهجوم من فريق سييرا لهيئة الأمم المتحدة لمراقبة الهدنة هم:
- رئيس فريق سييرا: الرائد هانز بيتر لانغ، 44 عاما، من غوسينغ، النمسا. نجا ابنه البالغ من العمر 11 عاما وأمه البالغة من العمر 70 عاما.
- نائب رئيس فريق سييرا: الملازم أول غارنو ماكينن، 29 عاما، من كآرينا، فنلندا. كان الملازم ماكينن قائد وحدة سابق في لواء أوسيما. نقل إلى هيئة الأمم المتحدة لمراقبة الهدنة في نوفمبر 2005.[4]
- الرائد (رقي بعد وفاته إلى رتبة مقدم) دو زاويو، 34 عاما، من جينان، الصين. شغل منصب سكرتير الملحق العسكري بالسفارة الصينية في الهند. خلف زوجة وابن يبلغ من العمر سنة واحدة.[5]
- الرائد بيتا ديريك هيس-فون كرويدينر، من كينغستون، كندا. عضو في المشاة الخفيفة الكندية في الأميرة باتريشيا، عمل سابقا في قبرص والبوسنة والهرسك والكونغو قبل أن يخدم في هيئة الأمم المتحدة لمراقبة الهدنة في أكتوبر 2005.[5]

### الردود
قال أمين عام الأمم المتحدة كوفي عنان في البداية أنه «صدم وصدم عميقا بالاستهداف المتعمد فيما يبدو من قبل قوات الدفاع الإسرائيلية». «هذه المدفعية المنسقة والهجوم الجوي على مركز الأمم المتحدة في الخيام رغم التأكيدات الشخصية التي قدمها لي رئيس الوزراء إيهود أولمرت أن مواقف الأمم المتحدة ستمنع إطلاق النار الإسرائيلي». «علاوة على ذلك كان الجنرال آلان بيلغريني قائد قوة الأمم المتحدة في جنوب لبنان على اتصال متكرر مع الضباط الإسرائيليين على مدار اليوم مشددا على ضرورة حماية هذا الموقف الخاص للأمم المتحدة من الهجوم».
قال السفير الإسرائيلي دان جيلرمان أن إيالون سفير إسرائيل لدى الولايات المتحدة وصف بيان عنان بأنه «فاحش» بينما قال السفير الألماني لدى الأمم المتحدة دان جيلرمان أنه «قلق جدا» لأن عنان يزعم أن الضربة متعمدة. قال جيلرمان في بيان «إنني فوجئت بهذه التأكيدات المبكرة والخاطئة التي أدلى بها الأمين العام الذي طلب في الوقت نفسه إجراء تحقيق وقد أصدر استنتاجاته بالفعل». ومع ذلك في الوقت الذي كان فيه عنان لا يوجد سوى دليل ظرفي على القصف المتعمد وصف العديد من النقاد بيان عنان بأنه يدل على تحيز الأمم المتحدة المناهض لإسرائيل.
ذكر قائد إسرائيلي كبير أن قوات حزب الله أطلقت صواريخ من أقل من 30 إلى 40 متر من قواعد اليونيفيل سعيا إلى تجنب الهجوم الإسرائيلي وطلبت اللجوء إلى قواعد اليونيفيل في بعض الاحيان. أكدت اليونيفيل أن مقاتلي حزب الله لم يسمح لهم بالدخول إلى أي من قواعده. بيد أنها أفادت بأكثر من 20 حالة إطلاق صواريخ من أقل من 500 متر من مواقعها فضلا عن عدد من حالات إطلاق الأسلحة الصغيرة وقذائف الهاون من مسافة 100 متر. بالإضافة إلى ذلك أفادت قوة الأمم المتحدة المؤقتة في لبنان عن وقوع عدة حالات تعرض فيها مواقعهم ومركباتهم لقذائف الهاون أو نيران الأسلحة الصغيرة أو الصواريخ.
في 26 يوليو 2006 اتصل رئيس الوزراء الإسرائيلي إيهود أولمرت كوفي عنان وأعرب عن أسفه العميق لوفاة مراقبي الأمم المتحدة الأربعة. وعد بأن تجري إسرائيل تحقيقا شاملا في الحادث وأن تتقاسم النتائج مع عنان لكنها قالت أنه تم إغفاله ببيان الأمين العام قائلا أن الهجوم الإسرائيلي على موقع الأمم المتحدة كان «متعمدا على ما يبدو». استبعد السفير الإسرائيلي لدى الأمم المتحدة دان غيلرمان مشاركة الأمم المتحدة الرئيسية في أي قوة دولية محتملة في لبنان قائلا أن هناك حاجة إلى المزيد من القوات المهنية والمدربة تدريبا أفضل لمثل هذا الوضع المتقلب.
في مؤتمر صحفي في اليوم التالي بدا عنان يخفف موقفه ووضح أن البيان قال أنه «استهداف متعمد على ما يبدو» مؤكدا أن كلمة «ظاهرا هامة في هذا الصدد». أضاف أنه تحدث إلى أولمرت ووافق على «حزنه العميق» للحادث الذي قاله أولمرت «يعتقد بالتأكيد أنه خطأ سيجري التحقيق فيه».
قال ستيفن هاربر رئيس وزراء كندا أنه لا يعتقد أن إسرائيل استهدفت هذا المنصب وأشار إلى أن إسرائيل «تتعاون معنا في جهود الإجلاء في جهودنا لنقل المواطنين الكنديين من لبنان وأيضا في محاولة للحفاظ على قواتنا التي هي على الأرض تشارك في إخلاء الطريق من الأذى». كما هتف قلقه مع الأمم المتحدة في أن وظيفة «لا تزال مأهولة خلال ما هو الآن إلى حد ما حرب».
غير أن وزير الخارجية الإيرلندي ديرموت أهيرن ووزير دفاعها ويلي أوديا يشعران بالغضب لأن قوات حفظ السلام الإيرلندية كانت تعمل في مركز المراقبة قبل 24 ساعة من الضربة. قالوا أيضا أن جنديا إيرلنديا كبيرا يعمل لدى قوات الأمم المتحدة على اتصال مع مكتب الإتصال التابع لقوة الدفاع الإسرائيلية ست مرات لتحذيرهم من أن قصفهم يعرض حياة موظفي الأمم المتحدة للخطر. دعا كلا الوزيرين السفير الإسرائيلي لدى إيرلندا للتعبير عن غضبهما وعدم رضاهما.
وقد قدمت ايرلندا احتجاجا رسميا مع إسرائيل. كما ادانت الصين بشدة هذا العمل وطالبت إسرائيل بالاعتذار عن الهجوم. وأبلغت وزيرة الخارجية النمساوية أورسولا بلاسنيك نظيرها الإسرائيلي هاتفيا بأن التفجير غير مقبول وحث إسرائيل على وقف هجومها على المنطقة.
قال المتحدث باسم وزارة الخارجية الإسرائيلية مارك ريغيف في مقابلة مع وكالة رويترز أن «إسرائيل تأسف بشدة للوفاة المأساوية لموظفي الأمم المتحدة في جنوب لبنان. نحن لا نستهدف موظفي الأمم المتحدة ومنذ بداية هذا الصراع بذلنا جهودا متسقة لضمان سلامة جميع أفراد قوة الأمم المتحدة لحفظ السلام. هذا الحدث المأساوي سوف يتم التحقيق فيه بدقة».
في 27 يوليو أصدر مجلس الأمن التابع للأمم المتحدة بيانا دعا فيه الحكومة الإسرائيلية إلى إجراء تحقيق شامل في الحادث وشدد على أن «إسرائيل وجميع الأطراف المعنية» يجب أن تمتثل لالتزاماتها بموجب القانون الإنساني الدولي بشأن حماية موظفي الأمم المتحدة.

### التحقيق في التفجير
بدأت إسرائيل تحقيقا في التفجير وخلصت إلى أن الحادث كان خطأ. يقول التقرير أن الخرائط العسكرية المعيبة تعني أن الموقع كان مستهدفا خطأ. قال المتحدث باسم وزارة الخارجية الإسرائيلية مارك ريغيف وخلص التقرير إلى أن الهجوم كان خطأ. هاجمت الطائرات الإسرائيلية هذا الموقع إيمانا بأنه موقع لحزب الله.
في عام 2008 أصدرت القوات الكندية تقريرا عن التحقيق في الهجوم. وجه التقرير اللوم إلى قوات الدفاع الإسرائيلية عن الحادث. كما ذكر أن الجيش الإسرائيلي والأمم المتحدة رفضا تقديم الوثائق المطلوبة للتحقيق.

#### 18 يوليو رسالة البريد الإلكتروني
في رسالة إلكترونية مؤرخة 18 يوليو تلقتها قناة سي الكندية ونشرت في 24 يوليو أفادت رئيسة قوات حفظ السلام الكندية الميتة بيتا هيس فون كرويدينر: «ما يمكنني أن أخبرك به هو: لقد كان لدينا يوميا مناسبات عديدة حيث جاء موقعنا تحت النيران المباشرة أو غير المباشرة من القصف المدفعي والجوي. سقطت أقرب مدفعية على بعد مترين من موقعنا وأقرب قنبلة جوية يبلغ وزنها 1000 رطل هبطت على بعد 100 متر من قاعدة دورياتنا. هذا لم يكن استهدافا متعمدا بل كان بسبب الحاجة التكتيكية».
بحسب اللواء الكندي المتقاعد لويس ماكنزي الذي أجرى مقابلة مع إذاعة هيئة الإذاعة الكندية في 26 يوليو فإن عبارة هيس فون كرايدينر "بسبب الضرورة التكتيكية" كانت عبارة عن خطاب محجج في الجيش. ما قاله لنا هو أن مقاتلي حزب الله كانوا في جميع أنحاء موقعه وكان الجيش الإسرائيلي يستهدفهم". ومع ذلك قالت أرملة ماجيتا بيتا هيس - فون كرودينر سينثيا في 29 يوليو أنها ألمت الجيش الإسرائيلي بوفاة زوجها. قالت: "لماذا قصفوا موقع الأمم المتحدة؟ في رأيي تلك هي الصواريخ الموجهة بدقة [لذلك] ثم أنها متعمدة... وهذا لم يكن اليوم الوحيد الذي كانوا يطلقون النار على تلك القاعدة. معلوماتي منه [زوجها] هو ذلك الأسبوع في الأسبوع كانوا يطلقون النار هناك ويقصفون بالقرب منه". لم يتحدد بعد ما إذا كانت الذخائر موجهة أم لا.

## حوادث أخرى
تشير البيانات الصحفية الصادرة عن قوة الأمم المتحدة المؤقتة في لبنان إلى عشرات الاعتداءات وقربها من وجودها خلال الصراع الحالي.
- كان موظفون في الأمم المتحدة قد رشقوا بالحجارة من قبل حشد لبناني غاضب بعد أن استعادوا جثثهم بعد غارة جوية للقوات الجوية الإسرائيلية على قافلة هربت من مروحين بالقرب من صور.[21]
- أصابت شظايا قذائف الدبابات التي أطلقها الجيش الإسرائيلي بجروح خطيرة جنديا هنديا في 16 يوليو.[21]
- قتل موظف دولي من قوة الأمم المتحدة المؤقتة في لبنان وزوجته بعد أن قصفت القوات الجوية الإسرائيلية منطقة هوش في صور، لبنان حيث عاشوا في 17 يوليو. تم انتشال جثتهما من تحت الأنقاض في 26 يوليو.[22]
- أصابت نيران حزب الله مراقبا إيطاليا أوغل على الحدود في 23 يوليو.[23]
- أصابت قذيفة دبابة تابعة لقوات الدفاع الإسرائيلية موقع قوة الأمم المتحدة المؤقتة في لبنان جنوب رميتش يوم الاثنين 24 يوليو وأصابت أربعة جنود غانيين.[24]
- في 25 يوليو أطلق حزب الله النار على قافلة تابعة لقوة الأمم المتحدة المؤقتة في لبنان مما أجبرها على التراجع.
- في 29 يوليو أصيب جنديان هنديان من جنود الأمم المتحدة بعد إصابتهما بأضرار أثناء غارة جوية للقوات الجوية الإسرائيلية في جنوب لبنان.[25]
- في 30 يوليو بعد غارة جوية على منزل في قانا حيث تم تأكيد مقتل 28 مدنيا مع 13 مفقودا هاجم الآلاف من المتظاهرين اللبنانيين الذين تجمعوا بشكل تلقائي في وسط المدينة مبنى الأمم المتحدة في بيروت مع موظفي الأمم المتحدة.[26][27]
- في 6 أغسطس أصاب صاروخ من حزب الله مقر وحدة اليونيفيل الصينية مما أدى إلى إصابة ثلاثة من حفظة السلام الصينيين.[28]
- في 6 أغسطس أعلنت قوة الأمم المتحدة المؤقتة في لبنان أنه «في أثناء اندلاع الأعمال العدائية قتل أربعة مراقبين عسكريين من مكتب المدعي العام وموظف دولي تابع لقوة الأمم المتحدة المؤقتة في لبنان وزوجته وأربعة جنود غانيين وثلاثة جنود هنود وثلاثة جنود صينيين وومراقب واحد نتيجة لإطلاق النار».
- في 12 أغسطس أعلنت قوة الأمم المتحدة المؤقتة في لبنان أن أحد أفراد حفظ السلام الغانيين أصيب بجراح جراء إطلاق مدفعية تابعة لقوات الدفاع الإسرائيلية بالقرب من قرية حاريس الجنوبية.[29]
- في 14 أغسطس استهدف الجيش الإسرائيلي ما قال أنه فصيل فلسطيني في مخيم عين الحلوة للاجئين في صيدا. أطلق صاروخان على منطقة سكنية مدنية وقتلوا موظف الأونروا السيد عبد الصاغر.[30]

في الوقت نفسه فشل مجلس الأمن الدولي في الاتفاق على بيان ردا على الهجوم الإسرائيلي بعد أن رفضت الولايات المتحدة قبول لغة تدين: «أي هجوم متعمد ضد موظفي الأمم المتحدة».
استفاد من استهداف المناطق المدنية في الصراع الإسرائيلي - اللبناني عام 2006.
أنشأت الأمم المتحدة قوة الأمم المتحدة المؤقتة في لبنان لتأكيد الإنسحاب الإسرائيلي من لبنان واستعادة السلم والأمن الدوليين ومساعدة الحكومة اللبنانية على استعادة سلطتها الفعلية في المنطقة. خلال الحرب الحالية (كما حدث في الصراعات السابقة؛ انظر مجزرة قانا) تعرضت قوات حفظ السلام لهجوم من الجانبين ولكن بشكل رئيسي من القوات الإسرائيلية. يجري إجلاء حوالي 50 من أفراد هيئة الأمم المتحدة لمراقبة الهدنة غير المسلحين إلى مواقع القوة المؤقتة المسلحة بأسلحة خفيفة لأسباب أمنية.
كان أسوأها في 25 يوليو 2006 عندما لقى أربعة من حفظة السلام غير المسلحين التابعين لهيئة الأمم المتحدة لمراقبة الهدنة من النمسا والصين وفنلندا وكندا مصرعهم في غارة جوية إسرائيلية على مركز مراقبة تابع للأمم المتحدة في جنوب لبنان. طبقا للأمم المتحدة فإن الأربعة كانوا قد لجأوا إلى مخبأ تحت هذا الموقع. قصفت المدفعية الإسرائيلية 14 مرة على مدى 6 ساعات واستدعى خلالها ضابط اتصال إسرائيلي عشر مرات لوقف القصف. في كل مرة وعد بذلك. قال الأمين العام للأمم المتحدة كوفي عنان في بيان صادر عن روما أنه «صدم وقلق عميق من الاستهداف المتعمد على ما يبدو من قبل قوات الدفاع الإسرائيلية». كان موقع مركز المراقبة معروف جيدا كان هناك تضارب في المجمع. ومع ذلك في الوقت الذي لم يكن فيه عنان لديه دليل على أن التفجير متعمد وصف العديد من النقاد بيان عنان بأنه دليل على تحيز الأمم المتحدة المناهض لإسرائيل. في البيانات الصحفية التي أصدرتها قوة الأمم المتحدة المؤقتة في لبنان في 26 يوليو و 27 يوليو يلاحظ أن حزب الله كان يطلق النار من ما يقرب من 4 مواقع تابعة لقوة الأمم المتحدة المؤقتة في لبنان في آلما شباب وتبنين براشيت وفي الطيري. قالت وزارة الخارجية الإيرلندية أن جنديا إيرلنديا كبيرا يعمل لحساب قوات الأمم المتحدة على اتصال مع الإسرائيليين ست مرات لتحذيرهم من أن قصفهم يعرض حياة موظفي الأمم المتحدة للخطر وفي عدة مناسبات تم طمأنتهم بشأن ذلك.
وفقا للمقابلة التي أجرتها إذاعة سي بي سي ومصادر الطباعة المتعددة قال اللواء المتقاعد الكندي لويس ماكنزي في إشارة إلى رسالة إلكترونية تلقتها قبل أيام قليلة من قائد قوات حفظ السلام الكندية الميتة بيتا هيس فون كرودينر أن «كان يخبرنا أن مقاتلي حزب الله كانوا في جميع أنحاء موقعه وكان الجيش الإسرائيلي يستهدفهم وهذه خدعة مفضلة من قبل أشخاص ليس لديهم تمثيل في الأمم المتحدة ويستخدمون الأمم المتحدة كدروع تدرك أنهم لا يستطيعون معاقبتهم».

## مجموع الإصابات
| البلد                 | المدنيون | العسكريون      |
| --------------------- | -------- | -------------- |
| النمسا                |          | 1 وفاة         |
| كندا                  |          | 1 وفاة         |
| جمهورية الصين الشعبية |          | 1 وفاة 3 جرحى  |
| فنلندا                |          | 1 وفاة         |
| غانا                  |          | 5 جرحى         |
| الهند                 |          | 3 جرحى         |
| إيطاليا               |          | 1 جريح         |
| نيجيريا               | 1 وفاة   |                |
| المجموع               | 1 وفاة   | 4 وفاة 12 جرحى |

## جسور علوية إسرائيلية
في أعقاب الحرب بدأت طائرات تابعة للقوات الجوية الإسرائيلية تطير فوق لبنان. في سبتمبر 2006 حذر اللواء ألان بيليغريني قائد قوة الأمم المتحدة المؤقتة في لبنان من أن جسور الطيران انتهكت وقف إطلاق النار ويمكن استخدام هذه القوة لوقف عمليات التوغل. في أكتوبر 2006 وقع عدد من الحوادث بين القوات الجوية الإسرائيلية وقوات حفظ السلام التابعة للأمم المتحدة:
- في 3 أكتوبر 2006 اخترقت طائرة مقاتلة إسرائيلية محيط الدفاع البحري الذي يبلغ طوله 2 ميلا بحريا (3.7 كيلومتر) من الفرقاطة الفرنسية كوربيت مما أدى إلى وقوع حادث دبلوماسي بين إسرائيل وفرنسا. اعتذرت إسرائيل بعد احتجاجات رسمية من فرنسا.
- في 24 أكتوبر 2006 حلقت ست طائرات مقاتلة إسرائيلية فوق سفينة ألمانية كانت تقوم بدوريات قبالة الساحل الإسرائيلي جنوب لبنان بعد أن أقلعت طائرة هليكوبتر من السفينة دون إذن إسرائيلي. ادعت وزارة الدفاع الألمانية أن الطائرات أطلقت مشاعل وأطلقت طلقتين في الهواء. نفى مسؤولون إسرائيليون الإدعاء بوقوع طلقتين لكنهما ادعيا أنهما لا يعرفان ما إذا كان هناك اشتعال.
- في 31 أكتوبر 2006 حلقت ثماني طائرات مقاتلة إسرائيلية من طراز إف-15 فوق مناطق عديدة من لبنان منها بيروت. كما حلقت الطائرات فوق موقع فرنسي لحفظ السلام في ما تم تفسيره على أنه تشكيل للهجوم. ردت القوات الفرنسية باستعدادها لصاروخ مضاد للطائرات. ذكرت وزيرة الدفاع الفرنسية ميشال آليو ماري أن القوات «كانت على بعد ثوان» من إطلاق الصاروخ على النفاثات.

## الروابط الخارجية
- خريطة تبين انتشار قوة الأمم المتحدة المؤقتة في لبنان ومقتل الأمم المتحدة على يد قوات الدفاع الإسرائيلية.
- www.lebanon-israel.info مناقشة مستمرة حول الصراع بين لبنان وإسرائيل